# III liga polska w piłce nożnej, grupa opolsko-śląska (2011/2012)
III liga, grupa opolsko-śląska, sezon 2011/2012 — 4. edycja rozgrywek czwartego poziomu ligowego piłki nożnej mężczyzn w Polsce po reorganizacji lig w 2008 roku. Bierze w niej udział 16 drużyn z województwa opolskiego i województwa śląskiego. Walczą one o miejsce premiowane awansem do grupy zachodniej II ligi. Ostatnie zespoły spadają odpowiednio do grup: opolskiej, śląskiej I i śląskiej II IV ligi. Opiekunem ligi jest Opolski Związek Piłki Nożnej, przemiennie ze Śląskim Związkiem Piłki Nożnej. W sezonie 2011/2012 rozgrywki prowadził Śląski Związek Piłki Nożnej. 
Sezon ligowy rozpoczął się w 13 sierpnia 2011 roku, a ostatnie mecze rozegrane zostały 9 czerwca 2012 roku.

## Zasady rozgrywek
III liga jest szczeblem pośrednim między rozgrywkami centralnymi (II liga) i wojewódzkimi (IV liga). Wszystkie grupy liczą po 16 drużyn.
Mistrzowie grup uzyskują awans do II ligi, przy czym:
1. do grupy wschodniej trafiają mistrzowie grup III ligi: V, VI, VII i VIII,
2. do grupy zachodniej trafiają mistrzowie grup III ligi: I, II, III i IV.

Po trzy ostatnie drużyny spadają do odpowiedniej terytorialnie grupy IV ligi, przy czym liczba ta może zwiększyć się zależnie od liczby drużyn spadających z lig wyższych.
Drużyny, które wycofały się z rozgrywek po rozegraniu mniej niż 50% spotkań, są automatycznie relegowane o dwa szczeble ligowe niżej (do klasy okręgowej), a osiągnięte przez nie rezultaty są anulowane. Drużyny, które wycofały się z rozgrywek po rozegraniu 50% lub więcej spotkań, są automatycznie relegowane o dwa szczeble ligowe niżej (do klasy okręgowej), a za nierozegrane mecze przyznawane są walkowery 3:0 dla zespołów przeciwnych. Wykluczenie z rozgrywek grozi również za nieprzystąpienie z własnej winy do trzech meczów.
III liga jest najwyższym szczeblem rozgrywkowym dla drużyn rezerw, nie mają one więc prawa do awansu. Spadek pierwszej drużyny z II ligi powoduje automatycznie relegację II zespołu danego klubu do IV ligi.

## Rozgrywki
W grupie występowało 16 zespołów, które walczyły o miejsce premiowane awansem do grupy zachodniej II ligi. Ostatnie zespoły spadły odpowiednio do grup: opolskiej, śląskiej I i śląskiej II IV ligi.
| Uczestnicy poprzedniej edycji | Uczestnicy poprzedniej edycji | Uczestnicy poprzedniej edycji | Uczestnicy poprzedniej edycji |
| ----------------------------- | ----------------------------- | ----------------------------- | ----------------------------- |
| ŻAB                           | Skałka Żabnica                | 2                             |                               |
| BKS                           | BKS Stal Bielsko-Biała        | 3                             |                               |
| LEŚ                           | LZS Leśnica                   | 4                             |                               |
| ODO                           | Odra Opole                    | 5                             |                               |
| PŁG                           | Polonia Łaziska Górne         | 6                             |                               |
| SOB                           | Start Odra Bogdanowice        | 7                             |                               |
| ROZ                           | Rozwój Katowice               | 8                             |                               |

| Uczestnicy poprzedniej edycji | Uczestnicy poprzedniej edycji | Uczestnicy poprzedniej edycji | Uczestnicy poprzedniej edycji |
| ----------------------------- | ----------------------------- | ----------------------------- | ----------------------------- |
| PNI                           | Pniówek Pawłowice Śląskie     | 9                             |                               |
| PTR                           | LZS Piotrówka                 | 11                            |                               |
| VCZ                           | Victoria Częstochowa          | 13                            |                               |
| VCH                           | Victoria Chróścice            | 14                            |                               |
| Awans z IV ligi 2010/2011     |                               |                               |                               |
| grupa opolska                 |                               |                               |                               |
| NAM                           | Start Namysłów                | 1                             |                               |

| Awans z IV ligi 2010/2011 | Awans z IV ligi 2010/2011 | Awans z IV ligi 2010/2011 | Awans z IV ligi 2010/2011 |
| ------------------------- | ------------------------- | ------------------------- | ------------------------- |
| grupa opolska             |                           |                           |                           |
| TOR                       | TOR Dobrzeń Wielki        | 2                         |                           |
| grupa śląska I            |                           |                           |                           |
| SZJ                       | Szczakowianka Jaworzno    | 1                         |                           |
| SKC                       | Skra Częstochowa          | 2                         |                           |
| grupa śląska II           |                           |                           |                           |
| ROG                       | Przyszłość Rogów          | 1                         |                           |

Uwagi: 
1. Orzeł Babienica/Psary połączył się ze Skrą Częstochowa i występuje pod tą drugą nazwą.
2. 30 stycznia 2012 Start Bogdanowice połączył się z Odrą 1922 Wodzisław Śląski. Od wiosny 2012 drużyna występowała pod nazwą Start Odra Bogdanowice. Pod nazwą Start Odra Bogdanowice zakończyła również rozgrywki[2].

### Tabela
| Lp. | Drużyna                   | M  | Z  | R  | P  | Bramki | Bramki | Różn. | Pkt | Uwagi                     | Bezpośrednio |
| --- | ------------------------- | -- | -- | -- | -- | ------ | ------ | ----- | --- | ------------------------- | ------------ |
| 1   | Rozwój Katowice (M) (A)   | 30 | 19 | 9  | 2  | 67     | 23     | +44   | 66  | Awans do II ligi          |              |
| 2   | Skra Częstochowa          | 30 | 17 | 5  | 8  | 47     | 27     | +20   | 56  |                           |              |
| 3   | LZS Leśnica               | 30 | 14 | 9  | 7  | 44     | 30     | +14   | 51  |                           |              |
| 4   | Polonia Łaziska Górne     | 30 | 13 | 12 | 5  | 43     | 27     | +16   | 51  |                           |              |
| 5   | Szczakowianka Jaworzno    | 30 | 14 | 8  | 8  | 57     | 30     | +27   | 50  |                           |              |
| 6   | Odra Opole                | 30 | 12 | 11 | 7  | 46     | 33     | +13   | 47  |                           |              |
| 7   | Pniówek Pawłowice Śląskie | 30 | 14 | 5  | 11 | 41     | 31     | +10   | 47  |                           |              |
| 8   | Przyszłość Rogów          | 30 | 10 | 12 | 8  | 45     | 34     | +11   | 42  |                           |              |
| 9   | BKS Stal Bielsko-Biała    | 30 | 8  | 17 | 5  | 37     | 33     | +4    | 41  |                           |              |
| 10  | Skałka Żabnica1 (S)       | 30 | 10 | 10 | 10 | 44     | 39     | +5    | 40  | Spadek do klasy okręgowej |              |
| 11  | LZS Piotrówka             | 30 | 10 | 6  | 14 | 39     | 44     | −5    | 36  |                           |              |
| 12  | Start Namysłów            | 30 | 6  | 9  | 15 | 25     | 49     | −24   | 27  |                           |              |
| 13  | Start Odra Bogdanowice    | 30 | 6  | 8  | 16 | 23     | 56     | −33   | 26  |                           |              |
| 14  | Victoria Chróścice        | 30 | 7  | 4  | 19 | 33     | 57     | −24   | 25  |                           |              |
| 15  | Victoria Częstochowa (S)  | 30 | 6  | 6  | 18 | 26     | 59     | −33   | 24  | Spadek do IV ligi         |              |
| 16  | TOR Dobrzeń Wielki (S)    | 30 | 5  | 7  | 18 | 21     | 66     | −45   | 22  | Spadek do IV ligi         |              |

### Wyniki
| Gospodarz \ Gość          | BKS | LEŚ | PTR | ODO | PNI | PŁG | ROG | ROZ | ŻAB | SKC | NAM | SOB | SZJ | TOR | VCH | VCZ |
| BKS Stal Bielsko-Biała    |     | 0:0 | 0:3 | 1:1 | 2:2 | 3:0 | 0:0 | 0:0 | 0:0 | 1:3 | 1:1 | 0:2 | 1:1 | 1:1 | 2:1 | 3:0 |
| LZS Leśnica               | 2:2 |     | 2:0 | 2:1 | 2:0 | 3:0 | 2:0 | 1:1 | 2:1 | 1:0 | 1:1 | 1:0 | 1:0 | 1:0 | 5:0 | 4:1 |
| LZS Piotrówka             | 1:4 | 0:2 |     | 3:1 | 0:0 | 3:3 | 2:1 | 0:5 | 3:1 | 0:2 | 4:2 | 2:0 | 0:1 | 3:3 | 3:1 | 5:0 |
| Odra Opole                | 0:0 | 2:2 | 0:0 |     | 1:0 | 1:2 | 1:1 | 2:2 | 1:1 | 2:1 | 2:1 | 4:0 | 0:0 | 7:0 | 2:1 | 0:1 |
| Pniówek Pawłowice Śląskie | 0:0 | 1:2 | 1:0 | 0:2 |     | 0:2 | 4:0 | 3:2 | 2:0 | 1:0 | 0:1 | 2:0 | 0:5 | 7:0 | 1:0 | 5:1 |
| Polonia Łaziska Górne     | 1:1 | 2:1 | 0:0 | 1:1 | 1:0 |     | 0:0 | 1:1 | 0:1 | 1:0 | 1:1 | 3:0 | 2:1 | 2:0 | 2:0 | 5:1 |
| Przyszłość Rogów          | 0:0 | 3:2 | 2:1 | 1:1 | 3:1 | 1:1 |     | 2:2 | 2:2 | 0:2 | 3:0 | 8:0 | 1:2 | 2:0 | 2:1 | 4:0 |
| Rozwój Katowice           | 1:1 | 5:0 | 1:0 | 4:2 | 1:0 | 2:1 | 2:0 |     | 3:0 | 2:1 | 1:1 | 5:0 | 3:1 | 1:0 | 1:0 | 3:0 |
| Skałka Żabnica            | 6:1 | 1:0 | 1:0 | 0:3 | 1:2 | 1:1 | 0:0 | 1:1 |     | 0:0 | 4:0 | 2:1 | 1:3 | 3:0 | 5:0 | 4:1 |
| Skra Częstochowa          | 3:2 | 2:2 | 2:0 | 2:2 | 0:0 | 2:0 | 2:1 | 1:3 | 3:1 |     | 2:1 | 1:0 | 3:0 | 2:0 | 2:1 | 2:0 |
| Start Namysłów            | 0:2 | 1:0 | 1:2 | 0:1 | 0:1 | 0:0 | 0:0 | 0:4 | 2:1 | 3:1 |     | 1:3 | 0:1 | 1:1 | 0:5 | 2:1 |
| Start Odra Bogdanowice    | 3:3 | 1:1 | 0:2 | 1:2 | 1:0 | 0:4 | 1:1 | 0:0 | 0:0 | 0:2 | 1:0 |     | 2:2 | 0:0 | 2:4 | 3:3 |
| Szczakowianka Jaworzno    | 0:0 | 2:0 | 2:1 | 3:0 | 2:3 | 1:1 | 0:0 | 4:0 | 5:1 | 1:2 | 1:1 | 0:1 |     | 6:1 | 7:0 | 1:0 |
| TOR Dobrzeń Wielki        | 1:2 | 1:0 | 1:1 | 1:3 | 1:1 | 1:4 | 3:2 | 1:4 | 0:2 | 0:3 | 0:1 | 1:0 | 0:4 |     | 1:0 | 1:1 |
| Victoria Chróścice        | 0:2 | 1:1 | 1:0 | 2:0 | 0:2 | 1:2 | 2:3 | 0:5 | 2:2 | 0:0 | 2:2 | 2:0 | 4:0 | 0:1 |     | 1:0 |
| Victoria Częstochowa      | 0:2 | 1:1 | 3:0 | 0:1 | 1:2 | 0:0 | 0:2 | 0:1 | 1:1 | 2:1 | 3:1 | 0:1 | 1:1 | 2:1 | 2:1 |     |

Źródło: 90minut.pl
Objaśnienia:
1Drużyna gospodarzy jest wymieniona po lewej stronie tabeli.
Kolory: zielony – zwycięstwo gospodarzy, żółty – remis, różowy – zwycięstwo gości.

Awans do II ligi: Rozwój Katowice
Spadek z III ligi: Skałka Żabnica, Victoria Częstochowa, TOR Dobrzeń Wielki